# Лейбин, Валерий Моисеевич
Вале́рий Моисе́евич Ле́йбин (род. 8 марта 1942, Хмелевка, Кировская область, СССР) — советский и российский философ, психоаналитик и педагог, специалист в области психоанализа. Доктор философских наук (1982), профессор.
Профессор кафедры основ клинического психоанализа Московского института психоанализа, почётный доктор Восточно-Европейского института психоанализа, почётный член Русского психоаналитического общества, почётный член Европейской конфедерации психоаналитической психотерапии — Россия, действительный член Академии педагогических и социальных наук.
Член редакционных коллегий «Российского психоаналитического вестника» (с 1991), философского психоаналитического журнала «Архетип» (с 1996), «Психоаналитического вестника» (с 1997) и «Вестника психоанализа» (с 2005).
По рейтинговым опросам «Психологической газеты» вошёл в первую десятку наиболее известных психоаналитиков России.

## Образование и учёные степени
Окончил философский факультет Ленинградского государственного университета (1969) и аспирантуру Института философии АН СССР (1972).

Окончив философский факультет Ленинградского университета в 1969 г., поехал в Москву в Институт философии АН СССР, расположенный на Волхонке 14. Походив в Институту философии по коридорам, нашел сектор зарубежной философии, который мне показался близок по моим научным интересам. Зашёл, поговорил с сотрудником сектора Ниной Степановной Юлиной, и решил поступать в аспирантуру. В ноябре 1969 г. сдал экзамены и поступил в аспирантуру в сектор критики современной буржуазной философии. Моим научный руководителем стал зав. сектором доктор философских наук Митрохин Л.Н. 
В 1972 году защитил диссертацию на соискание учёной степени кандидата философских наук по теме «Философия социального критицизма в США». После этого числился стажером-исследователем в секторе критики современной буржуазной философии до 1974 года. В 1982 году защитил диссертацию на соискание учёной степени доктора философских наук по теме «Психоанализ и американский неофрейдизм (историко-философский анализ фрейдизма)» (специальность 09.00.03 — история философии).

## Научная деятельность
С 1975 г. по 2018 г. был научным сотрудником Института системного анализа РАН.
Области научной деятельности: история, теория и практика психоанализа, глобалистика, системные исследования.
В 1970-х годах В. М. Лейбин создал и опубликовал работы, посвященные анализу учений А. Адлера, Г. Маркузе, В. Райха, Г. Салливана, З. Фрейда, К. Хорни, К. Юнга. В 1980-х годах опубликовал в зарубежных журналах ряд материалов о распространении идей А. Адлера в России и о научном статусе психоанализа. В 1995—1997 годах провел эмпирическое исследование отношения российских студентов к психоаналитическим идеям, в частности к Эдипову комплексу.
Участвовал в работе Международного конгресса по неосознаваемой психической деятельности (1978, Тбилиси), секции психополитики XIV Всемирного конгресса Международной ассоциации политических наук (1988, Вашингтон), Международного симпозиума «Советская культура сегодня: перестройка прошлого или изобретение будущего?» (1991, США, Университет Дьюка), Международной конференции «100 лет психоанализа: российские корни, репрессии и возвращение России в мировое психоаналитическое сообщество» (1996, Санкт-Петербург), Международной Российско-австрийской научно-практической конференции «Зигмунд Фрейд и психоанализ в контексте австрийской и русской культур» (2000, Москва), Второй Международной конференции «Системный анализ и информационные технологии» (2007, Обнинск), Третьей Международной конференции «Системный анализ и информационные технологии» (2009, Звенигород) и ряда других всероссийских конференций по психоанализу, глобалистике, системным исследованиям.
В 1997-99 гг. был членом комиссии Государственного комитета РФ по науке и наукоемким технологиям, разрабатывавшей Федеральную целевую программу «Возрождение и развитие философского, клинического и прикладного психоанализа».

## Педагогическая деятельность
С 1991 по 1995 год в Российском открытом университете В. М. Лейбин читал курсы лекций «Глобалистика: история и современность», «Человек: смысл и абсурдность существования», с 1995 г. в различных вузах (Институт психоанализа, Институт психологии и психоанализа, Московский государственный медико-стоматологический университет, Школа психологического мастерства) читает курсы лекций «Введение в психоанализ», «История и теория психоанализа», «Постклассический психоанализ», «Психоаналитическая педагогика и психология», «Психоанализ и культура».
Автор-составитель первой хрестоматии по истории российского психоанализа — «Зигмунд Фрейд, психоанализ и русская мысль» (1994) и серии хрестоматий по психоанализу, включая «Зигмунд Фрейд. Психоанализ» (2001), «Зарубежный психоанализ» (2001), «Отечественный психоанализ» (2001), «Карл Густав Юнг. Аналитическая психология и психотерапия» (2001), «Классический психоанализ и художественная литература» (2002), «Эрих Фромм. Гуманистический психоанализ» (2002), «Анна Фрейд. Детский психоанализ» (2003, 2004).
Для дистанционного обучения по лекциям В. М. Лейбина подготовлены видеоматериалы «Введение в психоанализ» (М., 1999, видео 215 мин.), «Основы психоанализа» (М.: ООО «Центр содействия профессиональному образованию», 2007, 2 DVD — 24 видеочаса), «Психоанализ» (Челябинск, 2008, 2 DVD), «Лекции по психоанализу. Психопатология обыденной жизни» (Челябинск, 2009, 1 DVD), «Лекции по психоанализу. Сновидения и их толкование» (Челябинск, 2009, 2 DVD), «Лекции по психоанализу. Сексуальная жизнь человека и эдипов комплекс» (Челябинск, 2009, 3 DVD).

## Публикации
В. М. Лейбин — автор 53 монографий и учебников и более 800 статей, разделов в коллективных трудах, обзоров и рецензий, опубликованных в отечественных и таких зарубежных журналах, как The Psychoanalytic Review, Behavioral and Brain Sciences, Individual Psychology. The Journal of Adlerian Theory, Research and Practiсе, The International Journal of Individual Psychology and Comparative Studies, Gesellschafts wissenschaftliche Beitrage. Работы В. М. Лейбина изданы на английском, арабском, болгарском, венгерском, испанском, итальянском, немецком, португальском, чешском, французском языках.
- «Модели мира» и образ человека : Критический анализ идей Римского клуба. — М. : Политиздат, 1982. — 255 с. — (Социальный прогресс и буржуазная философия)

### Монографии по психоанализу
- Лейбин В. М. Психоанализ и философия неофрейдизма. — М.: Политиздат, 1977. — 246 с.
- Лейбин В. М. Фрейд, психоанализ и современная западная философия. — М.: Политиздат, 1990. — 397 с.
- Лейбин В. М. Русскость Фрейда. — М.: МГУ, 1994. — 80 с.
- Лейбин В. М. Эдипов комплекс и российская ментальность. — М.: УРСС, 1998. — 59 с.
- Лейбин В. М., Овчаренко В. И. Психоаналитическая литература в России. — М.: Издательство «Флинта», 1998. — 144 с.
- Овчаренко В. И., Лейбин В. М. Антология российского психоанализа. В двух томах. М.: Издательство «Флинта», 1999. Т.I. — 848 с.; Т.II. — 863 с.
- Лейбин В. М. Эдипов комплекс: инцест и отцеубийство. М. — Воронеж: Издательство НПО «МОДЭК», 2000. — 431 с.
- Лейбин В. М. Зигмунд Фрейд и психоанализ в России: Фрейд З. Работы по психоанализу;
- Лейбин В. М. Фрейд и Россия. — М. — Воронеж: Издательство НПО «МОДЭК», 2000. — 528 с.
- Лейбин В. М. Классический психоанализ: история, теория, практика. — М. — Воронеж: Издательство НПО «МОДЕК», 2001. — 1056 с.
- Лейбин В. М. Словарь-справочник по психоанализу. — СПб.: Питер, 2001. — 688 с.
- Лейбин В. М. Психоанализ. Учебник. — СПб.: Питер, 2002. — 576 с.
- Лейбин В. М. Первые психоаналитики: концептуальные и терапевтические разработки. М.: Институт психоанализа, 2003. — 92 с.
- Лейбин В. М. Зигмунд Фрейд: психопоэтический портрет. — М.: Московский психолого-социальный институт, 2006. — 368 с.
- Лейбин В. М. Постклассический психоанализ. Энциклопедия. — М.: Издательский дом «Территория будущего», 2006. Т.1. — 472 с.; Т.2. — 568 с.
- Лейбин В. М. Психоанализ: проблемы, исследования, дискуссии. — М.: «Канон+», 2008. — 768 с.
- Лейбин В. М. Сабина Шпильрейн: Между молотом и наковальней. — М.: Издательство «Когито-Центр», 2008. — 318 с.
- Лейбин В. М. Психоанализ. Учебное пособие. 2-изд. — СПб.: Питер, 2008. — 592 с.
- Лейбин В. М. Постклассический психоанализ: энциклопедия. — М.: АСТ, 2009. — 1022[2] с.
- Лейбин В. М. Дневник отца. — М.: Издательство «Когито-Центр», 2010. — 128 с.
- Лейбин В. М. Словарь-справочник по психоанализу. — М.: АСТ, 2010. — 956 с.
- Лейбин В. М. Карл Густав Юнг: психопоэтический портрет. — М.: «Багира», 2011. — 420 с.
- Лейбин В. М. Превратности любви: психоаналитические истории. — М.: Издательство «Когито-Центр», 2011. — 336 с.
- Лейбин В. М. Случай «дикой» депрессии с ярко выраженным моральным мазохизмом. Ижевск: ERGO, 2011. — 76 с.
- Лейбин В. М. Возмездие фаллоса. Психоаналитические истории. — М.: Издательство «Когито-Центр», 2012. — 338 с.
- Лейбин В. М. Психоаналитическая традиция и современность. — М.: Издательство «Когито-Центр», 2012. — 408 с.
- Лейбин В. М. Синдром Титаника. — М.: Издательство «Когито-Центр», 2013. — 298 с.
- Лейбин В. М. Краткий психоаналитический словарь-справочник. — М.: Издательство «Когито-Центр», 2015. — 192 с.
- Лейбин В. М. Психоаналитические идеи и философские размышления. — М.: Издательство «Когито-Центр», 2017. — 780 с.
- Лейбин В. М. Зигмунд Фрейд и Карл Густав Юнг. — М.: Издательство АСТ, 2019. — 416 с.
- Лейбин В. М. Словарь-справочник по психоанализу. —  М.: Московский институт психоанализа — Когито-Центр, 2020. — 812 с.
- Лейбин В. М. Индивидуальная психология А. Адлера. —  М.: Московский институт психоанализа — Когито-Центр, 2021. — 150 с.
- Лейбин В. М. Умные мысли и анекдоты, собранные Валерием Лейбиным. —  М.: Родина, 2021. — 320 с.
- Лейбин В. М. Забытые психоаналитические труды: Малис Г., Гербстман А., Вульф М.В., Коган Я.М., Перепель И.А /Сост., предисл., биогр. справки В. Лейбин. — М.: Когито-Центр, 2021. — 258 с.
- Лейбин В. М. 80 лет: жизнь продолжается. — М.: Родина, 2021. — 552 с.
- Лейбин В. М. Закономерзости бессознательного. М.: Московский институт психоанализа — Когито-Центр, 2022. — 268 с.
- Лейбин В. М. Сабина Шпильрейн: между молотом и наковальней. — М., Когито-Центр, 2022. — 313 с.
- Лейбин В. М. Превратности любви: психоаналитические истории. М.: Издательство «Когито-Центр», 2022. — 336 с.
- Лейбин В. М. Аналитическая психология К.-Г. Юнга. — Изд-во Московского института психоанализа, Москва, 2023. — 164 с.
- Лейбин В. М. Русскость Фрейда. — М.: Изд-во Московского института психоанализа, Москва, 2023. — 238 с.
- Лейбин В. М. Конструктивный психоанализ К. Хорни. — М.: Изд-во Московского института психоанализа, 2024. — 162 с.
- Лейбин В. М. Гуманистически психоанализ Э. Фромма. – М.: Изд-во Московского института психоанализа, 2025. – 172 с.
- Лейбин В. М. Экзистенциальный психоанализ. – М.: Изд-во Московского института психоанализа, 2025. – 194 с.
- Лейбин В. М. Психоанализ. Учебник. 4-изд. переработанное, расширенное. М.: Медицинское Информационное Агенство., 2025. – с. 570.

### Хрестоматии по психоанализу
- Психоанализ жизни и творчества Достоевского: хрестоматия / Сост., пред., биограф. спр. и общ. ред. В. М. Лейбина. — М.: Московский институт психоанализа, Центр стратегической конъюнктуры, 2014. — 364 с. — (Серия «Хрестоматия по психологии», 1)
- Фрейд А. Детский психоанализ: хрестоматия / Сост., пред., биогр. спр. и общ. ред. В. М. Лейбина. — М.: Московский институт психоанализа; Центр стратегической конъюнктуры, 2014. — 448 с. — (Серия «Хрестоматия по психологии», 2)
- Психоаналитическая характерология: Хрестоматия / Сост., пред., биогр., спр. и общ. ред. В. М. Лейбина. — М.: Московский институт психоанализа;Центр стратегической конъюнктуры, 2014. — 300 с. — (Серия «Хрестоматия по психологии», 3)
- Райх В. Характероанализ, вегетотерапия, оргонная терапия: Хрестоматия / Авт.-сост. д.филос.н. В. М. Лейбин. — М.: Московский институт психоанализа, 2014. — 408 с. (— Хрестоматия по психоанализу, 4)
- Фромм Э. Гуманистический психоанализ / Авт.-сост. д.филос.н. В. М. Лейбин. — М.: Московский институт психоанализа, 2016. — 488 с. (— Хрестоматия по психоанализу, 5)
- Франкл В. Логотерапия: Хрестоматия / Авт.-сост. д.филос.н. В. М. Лейбин. — М.: Московский институт психоанализа, 2016. — 504 с. (— Хрестоматия по психоанализу, 6)
- Адлер А. Индивидуальная психология / Авт.-сост. д. филос.н. В. М. Лейбин. — М.: Московский институт психоанализа, 2017. — 488 с. (— Хрестоматия по психоанализу, 7)
- Хорни К. Конструктивный психоанализ / Авт.-сост. д. филос.н. В. М. Лейбин. — М.: Московский институт психоанализа, 2017. — 456 с. (— Хрестоматия по психоанализу, 8)
- Фрейд З. Психоанализ / Авт.-сост. д. филос. н. В. М. Лейбин. — М.: Московский институт психоанализа, 2017. — 512 с. (— Хрестоматия по психоанализу, 9)
- Юнг К. Г. Аналитическая психология и психотерапия / Авт.-сост. д. филос. н. В. М. Лейбин. — М.: Московский институт психоанализа, 2017. — 496 с. (— Хрестоматия по психоанализу, 10)
- Эдипов комплекс. Хрестоматия / Авт.-сост. д. филос. н. В. М. Лейбин. — М.: Московский институт психоанализа, 2018. — 552 с. (— Хрестоматия по психоанализу, 11)
- Классический психоанализ и художественная литература / Авт.-сост. д. филос. н. В. М. Лейбин. — М.: Московский институт психоанализа, 2019. — 444 с. (— Хрестоматия по психоанализу, 12)

### Видеолекции
- Лейбин В. М. Тревога и страх, 2010]
- Лейбин В. М. Вуализация материнства, 2011
- Лейбин В. М. Музей Шпильрейн, 2016
- Лейбин В. М. Фрейд и психоанализ. Часть 1, 2016
- Лейбин В. М. Фрейд и психоанализ. Часть 2, 2016
- Лейбин В. М. Сабина Шпильрейн как основатель детского психоанализа, 2018
- Лейбин В. М. Мужество и стойкость Фрейда, 2016
- Лейбин В. М. Образ ребенка в процессе общения с зеркалом, 2016
- Лейбин В. М. Отто Гросс как теоретик и практик свободной любви, 2017
- Лейбин В. М. Воспоминание о Тбилисском симпозиуме: бессознательное, Фрейд, психоанализ, 2018
- Лейбин В. М. Неодинокое одиночество или свой среди чужих и чужой среди своих, 2018
- Лейбин В. М. Где было Мы должно стать Я, 2018
- Лейбин В. М. Проблематика смерти в жизни и работах З. Фрейда, 2018
- Лейбин В. М. Тень как необходимое условие становления человека, 2019
- Лейбин В. М. Личные воспоминания Ансбахер и Адлер, 2019
- Лейбин В. М. Фрейд: чувство юмора, 2019
- Лейбин В. М. Зигмунд Фрейд: лечение истиной, 2019
- Лейбин В. М. Миф о Фрейде как антигерое, 2019
- Лейбин В. М. Фрейд: нарциссическая кошка, 2019
- Лейбин В. М. Фрейд: письма к невесте, 2019
- Лейбин В. М. Фрейд и Достоевский, 2019
- Лейбин В. М. Фрейд и его три феи, 2019
- Лейбин В. М. Фрейд и Сальвадор Дали, 2019
- Лейбин В. М. Фрейд и статуя Микеланджело, 2019
- Лейбин В. М. Фрейд: веселящий газ, 2019
- Лейбин В. М. Фрейд и преданные ему женщины, 2019
- Лейбин В. М. Фрейд: изгнание и смерть, 2019

### Видео и аудиоматериалы
- Введение в психоанализ. М., 1999, 215 мин.
- Основы психоанализа. М.: ООО «Центр содействия профессиональному образованию», 2007 (2 диска DVD, 24 видеочасов).
- Психоанализ. Челябинск, 2008 (2 диска DVD).
- Лекции по психоанализу. Психопатология обыденной жизни. Челябинск, 2009 (диск 1 DVD).
- Лекции по психоанализу. Сновидения и их толкование. Челябинск, 2009 (диск 2 DVD)
- Лекции по психоанализу. Сексуальная жизнь человека и эдипов комплекс. Челябинск, 2009 (диск 3 DVD).
- Эдипов комплекс: инцест и отцеубийство. Алматы, 2014

## Творчество
Отец троих детей, в 1985 году вместе с женой Лыткиной Галиной Васильевной создал семейный театр кукол «ФАНИ», ориентированный на воспитание, образование, обучение иностранным языкам, а также терапевтическую деятельность с детьми и взрослыми.

### Поэтические сборники
- Психоанализмы. М.: «Золотой телёнок», 2004. — 160 с.
- Любовь и время. М.: «Золотой телёнок», 2005. — 192 с.
- Знаки времени. М.: «Золотой телёнок», 2005. — 240.
- Смехоград. М.: «Канон +», РООИ «Реабилитация», 2008. — 480 с.
- Эрос жизни. М.: ООО «Телер», 2009. — 182 с.
- Дедушкины стишки. М., 2016. — 24 с.

## Награды
Почётный диплом организации комитета конференции «Зигмунд Фрейд и психоанализ в контексте австрийской и русской культур» (2000), диплом почётного доктора Восточно-Европейского института психоанализа (2002), грамота Издательского дома «Питер» в номинации «За жанровое разнообразие изданных произведений и вклад в развитие изучения психоаналитической теории и практики в России» на Московской международной книжной ярмарке (2002), диплом почётного члена Русского психоаналитического общества (2005).